# Ultimate Cup Series 2022
 (janvier 2023).
Navigation
Édition précédente Édition suivante
L' Ultimate Cup Series 2022 est la quatrième saison de la série. Le championnat se décompose en plusieurs catégories participant chacune à leurs propres courses.
La première catégorie est le Proto, une compétition de prototypes qui rassemble 4 séries : LPM3, NP02, CN et EVO. Les épreuves sont d'une durée de trois à quatre heures.
La Coupe Kennol GT Endurance, engage des voitures de type GT dans les séries : UGT3A, Porsche Cup, UGT3B, UGTC4 pour les principales ; d'autres peuvent venir s'ajouter en fonction des manches. Une durée de course similaire à la catégorie Proto.  
La Coupe Pièces Auto GT Hyper Sprint, propose un format de course réduite avec autant de genres réunies : UGT3A, UGT3B, Porsche Cup pour les principales.
Enfin, la catégorie Single Seater rassemble des monoplaces de séries : F3 régionales (F3R) et Formule Renault (FR2.0).
Le championnat Ultimate Cup Series 2022 comprend plusieurs manches, et la particularité d'avoir en ouverture et en fermeture, le circuit Paul-Ricard.  

## Calendrier
Le calendrier est dévoilé le 29 octobre 2021. Tout au long de l'année, plusieurs championnats supports prennent part à certains meeting.
| N° | Date                    | Circuit                               | Lieu             | Pays      | Championnat Support |
| -- | ----------------------- | ------------------------------------- | ---------------- | --------- | ------------------- |
| 1  | 29 avril - 1er mai 2022 | Circuit Paul-Ricard                   | Le Castellet     | France    | Funyo Sprint Cup    |
| 2  | 27 - 29 mai 2022        | Circuito de Navarra                   | Los Arcos        | Espagne   | Legends Cars Cup    |
| 3  | 8 - 10 juillet 2022     | Misano World Circuit Marco Simoncelli | Misano Adriatico | Italie    |                     |
| 4  | 16 - 18 septembre 2022  | Hockenheimring                        | Hockenheim       | Allemagne | BGCD                |
| 5  | 7 - 9 octobre 2022      | Circuit de Nevers Magny-Cours         | Magny-Cours      | France    | Funyo Sprint Cup    |
| 6  | 11 - 13 novembre 2022   | Circuit Paul-Ricard                   | Le Castellet     | France    |                     |

## Proto
Ce championnat d'endurance se dispute sur des courses de 3 ou 4 heures. En 2022, les catégories prototypes LMP3, CN et EVO sont rejointes par les NP02 développés par Nova.

### Engagés
| N°   | Pays                  | Écurie              | Voiture           | Pneu | Pilote 1               | Pilote 2                 | Pilote 3               |
| LMP3 | LMP3                  | LMP3                | LMP3              | LMP3 | LMP3                   | LMP3                     | LMP3                   |
| ---- | --------------------- | ------------------- | ----------------- | ---- | ---------------------- | ------------------------ | ---------------------- |
| 16   |                       | Graff Racing        | Ligier JS P320    | M    | Luis Sanjuan (1)       | Umberto D'Amato (1-2)    | Luca Allen (1-2-3-4)   |
| 16   | Jacopo D'Amato (2-3)  | Graff Racing        | Ligier JS P320    | M    | Fabrice Rosselo (3)    | Eric Trouillet (4)       |                        |
| 16   | Sébastien Page (4)    | Graff Racing        | Ligier JS P320    | M    |                        |                          |                        |
| 23   |                       | Pegasus Racing      | Ligier JS P320    | M    | Thibaut Ehrhart        | Julien Schell            |                        |
| 61   |                       | MG Sound            | Ginetta G61-LT-P3 | M    | Martin Böhm            | Andreas Fojtik           |                        |
| 69   |                       | M Racing            | Ligier JS P320    | M    | Yvan Muller            | Laurent Millara          |                        |
| 77   |                       | Thor Racing Team    | Ligier JS P320    | M    | Audunn Gudmundsson     | Thorvaldur Gissurarson   | Anders Fjordbach       |
| NP02 |                       |                     |                   |      |                        |                          |                        |
| 2    |                       | Vilareno Motorsport | NP02              | M    | Ander Vilariño         | Andres Vilariño          |                        |
| 2    |                       | DB Autosport        | NP02              | M    | Jordan Perroy (1-2)    | Philippe Thirion (1)     | Stéphane Panepinto (2) |
| 2    | Antoine Robert (2)    | DB Autosport        | NP02              | M    |                        |                          |                        |
| 2    |                       | Nova Proto          | NP02              | M    | Jordan Perroy          | Stéphane Pinepinto       | Antoine Robert         |
| 21   |                       | DB Autosport        | NP02              | M    | Daniel Bassora         | Philippe Yschard         | Mathias Beche          |
| 74   |                       | ANS Motorsport      | NP02              | M    | Nicolas Schatz (1-2-3) | Julian Kuwabara Wagg (1) | Enzo Chiocci (2)       |
| 74   | Pierre Courroye (2-3) | ANS Motorsport      | NP02              | M    | Adrien Chila (3)       |                          |                        |
| 555  |                       | Cogemo/TLRT         | NP02              | M    | Sébastien Morales      | Philippe Thirion         |                        |
| CN   |                       |                     |                   |      |                        |                          |                        |
| 14   |                       | Team Recordier      | WOLF TORNADO GB08 | M    | Joel Roussel           | André Recordier          |                        |
| 20   |                       | AB Auto Sport       | Norma             | M    | Quentin Bassora (1-2)  | Arnaud Violette (1)      | Jordan Perroy (2)      |
| 21   |                       | AB Auto Sport       | Norma             | M    | Daniel Bassora         | Philippe Yschard         |                        |
| 25   |                       | Wolf Racing France  | Wolf GB08 Tornado | M    | Maurizio Fratti        | Steve Brooks             |                        |
| 40   |                       | Palmyr              | N20FS             | M    | Philippe Mondelot      | Christophe Kubrick       |                        |
| 45   |                       | Avelon Formula      | Wolf GB08 Tornado | M    | Yvan Bellarosa         | Emmanuele Romani         |                        |
| 71   |                       | ANS Motorsport      | Norma M20 FC      | M    | Nicolas Schatz         | Sacha Clavadetscher      |                        |
| 72   |                       | ANS Motorsport      | Norma M20 FC      | M    | Frédéric Crouillet     | Mathys Jaubert           |                        |
| 73   |                       | ANS Motorsport      | Norma M20 FC      | M    | Philibert Michy        | Louis Rossi              |                        |
| 99   |                       | Nerguti Compétition | Norma M20 FC      | M    | Dylan Nerguti          | Alban Nerguti            | Stéphane Ortelli       |
| EVO  |                       |                     |                   |      |                        |                          |                        |
| 9    |                       | Proto Evo           | Proto Evo         | M    | Frédéric Julien        | Stéphane Clair           | Vincent Bernard        |
| 83   |                       | Proto Evo           | Proto Evo         | M    | Evan Meunier           | Didier Pierrard          |                        |

## Classements Proto

### Attribution des points
| Position         | 1er | 2e | 3e | 4e | 5e | 6e | 7e |
| Points en course | 25  | 18 | 15 | 12 | 10 | 8  | 6  |
| Navarra          | 50  | 36 | 30 | 24 | 20 | 16 | 12 |

| Pos. | Pilote                 | Equipe           |      |      |      |      |      |      | Points |
| LMP3 | LMP3                   | LMP3             | LMP3 | LMP3 | LMP3 | LMP3 | LMP3 | LMP3 | LMP3   |
| ---- | ---------------------- | ---------------- | ---- | ---- | ---- | ---- | ---- | ---- | ------ |
| 1    | Lucca Allen            | Graff Racing     | 25   | 50   | 25   | 18   | 25   | 15   | 158    |
| 2    | Umberto D'Amato        | Graff Racing     | 25   | 50   | 25   | /    | /    | /    | 100    |
| 3    | Jacopo D'Amato         | Graff Racing     | /    | 50   | 25   | 18   | /    | 15   | 108    |
| 4    | Julien Schell          | Pegasus Racing   | 15   | /    | /    | 25   | 0    | /    | 40     |
| 4    | Thibault Ehrhart       | Pegasus Racing   | 15   | /    | /    | 25   | 0    | /    | 40     |
| 5    | Luis Sanjuan           | Graff Racing     | 25   | /    | /    | /    | /    | /    | 25     |
| 5    | Eric Trouillet         | Graff Racing     | /    | /    | /    | /    | 25   | 25   | 50     |
| 5    | Sébastien Page         | Graff Racing     | /    | /    | /    | /    | 25   | 25   | 50     |
| 5    | Belén García           | Graff Racing     | /    | /    | /    | /    | /    | 25   | 25     |
| 6    | Yvan Muller            | M Racing         | 18   | /    | /    | /    | /    | /    | 18     |
| 6    | Laurent Millara        | M Racing         | 18   | /    | /    | /    | /    | /    | 18     |
| 7    | Fabrice Rosselo        | Graff Racing     | /    | /    | /    | 18   | /    | /    | 18     |
| 8    | Audunn Gudmundsson     | Team Thor Racing | /    | /    | /    | /    | 18   | /    | 18     |
| 8    | Thorvaldur Gissurarson | Team Thor Racing | /    | /    | /    | /    | 18   | /    | 18     |
| 8    | Anders Fjordbach       | Team Thor Racing | /    | /    | /    | /    | 18   | /    | 18     |
| 9    | Martin Böhm            | MG Sound         | /    | /    | /    | /    | 15   | /    | 15     |
| 9    | Andres Fojtik          | MG Sound         | /    | /    | /    | /    | 15   | /    | 15     |
| 9    | Louis Rossi            | Graff Racing     | /    | /    | /    | /    | /    | 15   | 15     |

| Pos. | Pilote               | Equipe                     |      |      |      |      |      |      | Points |
| NP02 | NP02                 | NP02                       | NP02 | NP02 | NP02 | NP02 | NP02 | NP02 | NP02   |
| ---- | -------------------- | -------------------------- | ---- | ---- | ---- | ---- | ---- | ---- | ------ |
| 1    | Jordan Perroy        | DB Autosport / Nova Proto  | /    | /    | 25   | /    | 15   | 25   | 75     |
| 2    | Ander Vilariño       | Vilareno Motorsport        | /    | 50   | /    | /    | /    | /    | 50     |
| 2    | Andres Vilariño      | Vilareno Motorsport        | /    | 50   | /    | /    | /    | /    | 50     |
| 2    | Philippe Thirion     | DB Autosport / Cogemo/CLRT | /    | /    | 25   | /    | 25   | Abd. | 50     |
| 3    | Pierre Courroye      | ANS Motorsport             | /    | /    | /    | 25   | Abd. | 15   | 40     |
| 3    | Nicolas Schatz       | ANS Motorsport             | /    | Abd. | /    | 25   | Abd. | 15   | 40     |
| 3    | Stéphane Panepinto   | Nova Proto                 | /    | /    | /    | /    | 15   | 25   | 40     |
| 4    | Daniel Bassora       | DB Autosport               | /    | Nc.  | Abd. | Abd. | 18   | 18   | 36     |
| 4    | Philippe Yschard     | DB Autosport               | /    | Nc.  | Abd. | Abd. | 18   | 18   | 36     |
| 5    | Enzo Chiocci         | ANS Motorsport             | /    | /    | /    | 25   | /    | /    | 25     |
| 5    | Sébastien Morales    | Cogemo/TLRT                | /    | /    | /    | /    | 25   | Abd. | 25     |
| 5    | Jacques Wolff        | Nova Proto                 | /    | /    | /    | /    | /    | 25   | 25     |
| 6    | Mathias Beche        | DB Autosport               | /    | /    | /    | /    | 18   | /    | 18     |
| 7    | Antoine Robert       | Nova Proto                 | /    | /    | /    | /    | 15   | /    | 15     |
| 7    | Alexandru Cascatău   | ANS Motorsport             | /    | /    | /    | /    | /    | 15   | 15     |
| 8    | Nick Adcock          | CD Sport                   | /    | /    | /    | /    | /    | 12   | 12     |
| 8    | Baptiste Berthelot   | CD Sport                   | /    | /    | /    | /    | /    | 12   | 12     |
| 8    | Colin Noble          | CD Sport                   | /    | /    | /    | /    | /    | 12   | 12     |
| 9    | Julian Kuwabara-Wagg | ANS Motorsport             | /    | Abd. | /    | /    | /    | /    | 0      |
| 9    | Adrien Chila         | ANS Motorsport             | /    | /    | /    | /    | Abd. | /    | 0      |
| 9    | Denis Caillon        | Cogemo / TLRT              | /    | /    | /    | /    | /    | Abd. | 0      |

| Pos. | Pilote              | Equipe              |    |     |    |    |    |    | Points |
| CN   | CN                  | CN                  | CN | CN  | CN | CN | CN | CN | CN     |
| ---- | ------------------- | ------------------- | -- | --- | -- | -- | -- | -- | ------ |
| 1    | Frédéric Croullet   | ANS Motorsport      | 6  | 50  | 25 | 25 | 25 | 25 | 156    |
| 1    | Mathys Jaubert      | ANS Motorsport      | 6  | 50  | 25 | 25 | 25 | 25 | 156    |
| 2    | Philippe Mondelot   | Palmyr              | 25 | 36  | 18 | 18 | 15 | 12 | 124    |
| 2    | Christophe Kubryk   | Palmyr              | 25 | 36  | 18 | 18 | 15 | 12 | 124    |
| 3    | Dylan Nerguti       | Nerguti Compétition | 15 | Nc. | 12 | 12 | /  | 18 | 57     |
| 3    | Alban Nerguti       | Nerguti Compétition | 15 | Nc. | 12 | 12 | /  | 18 | 57     |
| 3    | Stéphane Ortelli    | Nerguti Compétition | 15 | Nc. | 12 | 12 | /  | 18 | 57     |
| 4    | Quentin Bassora     | DB Autosport        | 10 | /   | /  | 15 | /  | 8  | 33     |
| 5    | Philibert Michy     | ANS Motorsport      | /  | /   | 15 | /  | /  | 15 | 30     |
| 6    | Joel Roussel        | Team Recordier      | 18 | /   | /  | /  | /  | /  | 18     |
| 6    | André Recordier     | Team Recordier      | 18 | /   | /  | /  | /  | /  | 18     |
| 7    | Sacha Clavadetscher | ANS Motorsport      | /  | /   | /  | /  | /  | 15 | 15     |
| 7    | Louis Rossi         | ANS Motorsport      | /  | /   | 15 | /  | /  | /  | 15     |
| 7    | Jordan Perroy       | DB Autosport        | /  | /   | /  | 15 | /  | /  | 15     |
| 8    | Daniel Bassora      | DB Autosport        | 12 | /   | /  | /  | /  | /  | 12     |
| 8    | Philipe Yschard     | DB Autosport        | 12 | /   | /  | /  | /  | /  | 12     |
| 9    | Mike Fenzl          | T2 Racing           | /  | /   | /  | /  | /  | 10 | 10     |
| 9    | Philipp Schlegel    | T2 Racing           | /  | /   | /  | /  | /  | 10 | 10     |
| 10   | Jarno               | DB Autosport        | /  | /   | /  | /  | /  | 8  | 8      |

## Coupe Kennol GT Endurance

### Engagés
| N°          | Pays  | Écurie                  | Voiture                      | Pneu  | Pilote 1                | Pilote 2            | Pilote 3            |
| UGT3A       | UGT3A | UGT3A                   | UGT3A                        | UGT3A | UGT3A                   | UGT3A               | UGT3A               |
| ----------- | ----- | ----------------------- | ---------------------------- | ----- | ----------------------- | ------------------- | ------------------- |
| 1           |       | AB Sport Auto           | Renault R.S.01               | M     | Franck Thybaud          | Éric Cayrolle       |                     |
| 2           |       | Visiom                  | Ferrari 488 GT3              | M     | Jean-Paul Pagny         | Jean-Bernard Bouvet | David Hallyday      |
| 31          |       | AB Sport Auto           | Renault R.S.01               | M     | Jonathan Cochet         | Rémy Kirchdoerffer  |                     |
| 83          |       | Racetivity              | Mercedes-AMG GT3             | M     | Charles-Henri Samani    | Emmanuel Collard    |                     |
| 88          |       | Akkodis ASP Team        | Mercedes-AMG GT3             | M     | Vincent Capillaire      | Nicolas Chartier    |                     |
| UGT3B       |       |                         |                              |       |                         |                     |                     |
| 10          |       | BHK                     | Lamborghini Super Trofeo     | M     | Sébastien Guerrini      | Milane Petelet      | Ewen Hachez         |
| 55          |       | VDS Racing Adventures   | Marc Car II Mustang          | M     | Raphaël Van Der Straten | Hary Putz           |                     |
| 701         |       | Vortex                  | Vortex 1.0                   | M     | Philippe Bonnel         | Miguel Moiola       | Lucas Sugliano      |
| 703         |       | Vortex                  | Vortex 1.0                   | M     | Lionel Armrouche        | Sébastien Lajoux    | Cyril Calmon        |
| Porsche Cup |       |                         |                              |       |                         |                     |                     |
| 7           |       | 2B Autosport            | Porsche 911 GT3 Cup Type 991 | M     | Romain Favre            | Olivier Favre       | Hugo Chevalier      |
| 9           |       | Team DSR Racing         | Porsche 911 GT3 Cup Type 991 | M     | Fabien Boeri            | Mane Vignjevic      | Georges Ferreira    |
| 22          |       | CLRT                    | Porsche 911 GT3 Cup Type 992 | M     | Franck Leherpeur        | Benjamin Paque      |                     |
| 71          |       | Martinet By Alméras     | Porsche 911 GT3 Cup Type 992 | M     | Pierre Martinet         | Gérard Tremblay     | Alessandro Ghiretti |
| 77          |       | CLRT                    | Porsche 911 GT3 Cup Type 992 | M     | Tugdual Rabreau         | Marlon Hernandez    |                     |
| 89          |       | PR Racing               | Porsche 911 GT3 Cup Type 992 | M     | Gabriel Pemeant         | Loïc Teire          |                     |
| 94          |       | Martinet By Alméras     | Porsche 911 GT3 Cup Type 992 | M     | Roland Bervillé         | Joffrey Dorchy      | Julien Froment      |
| UGTC4       |       |                         |                              |       |                         |                     |                     |
| 72          |       | Herrero Racing          | Audi R8 LMS GT4              | M     | Xavier Follenfant       | Matéo Herrero       |                     |
| JS2R        |       |                         |                              |       |                         |                     |                     |
| 99          |       | Of Course Compétition   | Ligier JS2R                  | M     | Manuel Roeckel-Zimpfer  | Thomas Becker       | Alexis Anthony      |
| UTCR        |       |                         |                              |       |                         |                     |                     |
| 36          |       | Code Racing Development | Volkswagen Golf TCR          | M     | Thierry Chkondali       | Marc Girard         | Bruno Derossi       |

## Classements Coupe KENNOL GT Endurance

### Attribution des points
| Position         | 1er | 2e | 3e | 4e | 5e | 6e |
| Points en course | 25  | 18 | 15 | 12 | 10 | 8  |
| Navarra          | 50  | 36 | 30 | 24 | 20 | 16 |

| Pos.  | Pilote               | Equipe           |       |       |       |       |       |       | Points |
| UGT3A | UGT3A                | UGT3A            | UGT3A | UGT3A | UGT3A | UGT3A | UGT3A | UGT3A | UGT3A  |
| ----- | -------------------- | ---------------- | ----- | ----- | ----- | ----- | ----- | ----- | ------ |
| 1     | Charles-Henri Samani | Racetivity       | 18    | 50    | 18    | 12    | 15    | 25    | 138    |
| 1     | Emmanuel Collard     | Racetivity       | 18    | 50    | 18    | 12    | 15    | 25    | 138    |
| 2     | Jean-Paul Pagny      | Visiom           | 25    | 36    | 15    | 18    | 25    | 18    | 137    |
| 2     | Jean-Bernard Bouvet  | Visiom           | 25    | 36    | 15    | 18    | 25    | 18    | 137    |
| 2     | David Hallyday       | Visiom           | 25    | 36    | 15    | 18    | 25    | 18    | 137    |
| 3     | Vincent Capillaire   | Akkodis ASP Team | 12    | 24    | 25    | 25    | 18    | 15    | 119    |
| 3     | Nicolas Chartier     | Akkodis ASP Team | 12    | 24    | 25    | 25    | 18    | 15    | 119    |
| 4     | Jonathan Cochet      | AB Sport Auto    | 15    | 30    | 12    | 15    | Nc.   | /     | 72     |
| 4     | Remy Kirchdoerffer   | AB Sport Auto    | 15    | 30    | 12    | 15    | Nc.   | /     | 72     |
| 5     | Thybaud Franck       | AB Sport Auto    | 0     | 20    | 0     | 0     | 0     | /     | 20     |
| 5     | Eric Cayrolle        | AB Sport Auto    | 0     | 20    | 0     | 0     | 0     | /     | 20     |
| 6     | Alessandro Cutrera   | Kessel Racing    | 0     | 0     | 10    | 0     | 0     | /     | 10     |
| 6     | Marco Talarico       | Kessel Racing    | 0     | 0     | 10    | 0     | 0     | /     | 10     |
| 6     | L.M.D.V.             | Kessel Racing    | 0     | 0     | 10    | 0     | 0     | /     | 10     |

## Coupe Pièces Auto GT Hyper Sprint
| No. | Équipe          | Voiture               | Pilotes                 | Categorie | Manche | Manche | Manche | Manche | Manche | Manche | Total | Decompte 1&2 | Classement |
| No. | Équipe          | Voiture               | Pilotes                 | Categorie | LC1    | NAV    | MIS    | HOC    | MAC    | LC2    | Total | Decompte 1&2 | Classement |
| GT3 | GT3             | GT3                   | GT3                     | GT3       | GT3    | GT3    | GT3    | GT3    | GT3    | GT3    | GT3   | GT3          | GT3        |
| --- | --------------- | --------------------- | ----------------------- | --------- | ------ | ------ | ------ | ------ | ------ | ------ | ----- | ------------ | ---------- |
| 70  | Team Vortex     | VORTEX                | Jeremy Faligand         | GT3B      | •      | 64     | 26     | 48     | 26     | 46     | 204   | -6           | 1 er       |
| 73  | CMR             | Ferrari 488 Challenge | BERTHET Alexis          | GT3B      | 36     | •      | 46     | •      | 36     | 72     | 166   | -24          | 2 eme      |
| 28  | BONDUEL RACING  | Lamborghini           | BONDUEL Amaury          | GT3B      | 48     | •      | •      | •      | 48     | 64     | 160   | 0            | 3 eme      |
| 73  | CMR             | Ferrari 488 Challenge | MICHELLIER Patrick      | GT3B      | 36     | •      | •      | •      | 34     | 64     | 112   | -24          | 4 eme      |
| 77  | BONDUEL RACING  | Lamborghini           | HERNANDEZ Alfredo       | GT3B      | 30     | •      | •      | •      | 20     | 18     | 64    | -4           | 5 eme      |
| 71  | Team Vortex     | VORTEX                | SUGLIANO Lucas          | GT3B      | •      | 32     | •      | •      | 18     | •      | 44    | -6           | 6 eme      |
| 70  | Team Vortex     | VORTEX                | RIZZO Maxime            | GT3B      | •      | 88     | •      | •      | •      | •      | 88    | -88          | 7 eme      |
| 77  | INVICTUS        | Lamborghini           | FASSITELLI Fabrizio     | GT3B      | •      | •      | 36     | •      | •      | •      | 36    | -36          | 8 eme      |
| 71  | Team Vortex     | VORTEX                | MOIOLA Miguel           | GT3B      | •      | 32     | •      | •      | •      | •      | 32    | -32          | 9 eme      |
| 70  | Team Vortex     | VORTEX                | AMROUCHE Solenn         | GT3B      | 24     | •      | •      | •      | •      | •      | 24    | -24          | 10 eme     |
| 13  | Team Vortex     | VORTEX                | NOBS Nicoles            | GT3B      | 16     | •      | •      | •      | 18     | •      | 18    | -18          | 11 eme     |
| 70  | Team Vortex     | VORTEX                | DE BERNARDINI Alexandre | GT3B      | 16     | •      | •      | •      | •      | •      | 16    | -16          | 12 eme     |
| 77  | INVICTUS        | Lamborghini           | CASOLI Federico         | GT3B      | •      | •      | 16     | •      | •      | •      | 16    | -16          | 13 eme     |
| 7   | CMR             | Bentley               | DRIOT Gregory           | GT3B      | •      | •      | •      | •      | 14     | •      | 14    | -14          | 14 eme     |
| 306 | INVICTUS        | Lamborghini           | MENCUCCETTI Alessio     | GT3B      | •      | •      | 8      | •      | •      | •      | 8     | -8           | 15 eme     |
| 33  | SR&R            | Ferrari 488 Challenge | SALERNO Alfredo         | GT3B      | •      | •      | 5      | •      | •      | •      | 5     | -5           | 16 eme     |
| 32  | SR&R            | Ferrari 458 Challenge | VINELLA Girgio          | GT3B      | •      | •      | 4      | •      | •      | •      | 4     | -4           | 17 eme     |
| 6   | JRM RACING TEAM | -                     | MORIHAIN olivier        | GT3B      | •      | •      | •      | •      | •      | •      | •     | •            | 18 eme     |
| 107 | CMR             | Lamborghini           | BAILLY Nigel            | GT3B      | •      | •      | •      | •      | •      | •      | •     | •            | 19 eme     |
| 33  | SR&R            | -                     | BOTTIROLI Antoine       | GT3B      | •      | •      | •      | •      | •      | •      | •     | •            | 20 eme     |

## Monoplace - Single Seater

### Engagés
| No.   | Écuries                 | Pilotes                  | Classe |
| F3R   | F3R                     | F3R                      | F3R    |
| ----- | ----------------------- | ------------------------ | ------ |
| 1     | CMR                     | Nicolas Prost            |        |
| 2     | Formula Motorsport      | Walter Rykart            |        |
| 3     | Race Motorsport         | Franck Seemann           |        |
| 4     | Race Motorsport         | Frédéric Boillot         |        |
| 5     | Race Motorsport         | Masimo Bortolami         |        |
| 6     | Race Motorsport         | David Delucinge          |        |
| 7     | Race Motorsport         | David Cristini           |        |
| 8     | Graff Racing            | Éric Trouillet           |        |
| 11    | Graff Racing            | Dylan Young              |        |
| 14    | Graff Racing            | Tasanapol Inthraphuvasak |        |
| 16    | CMR                     | Carmen Jordá             |        |
| 17    | Formula Motorsport      | Nicolas Pironneau        |        |
| 25    | Sport Promotion         | David Kullmann           |        |
| 26    | Nerguti Compétition     | Alban Nerguti            |        |
| 31    | Formula Motorsport      | Sacha Maguet             |        |
| 54    | Graff Racing            | Loris Kyburz             |        |
| 55    | CMR                     | Shannon Lugassy          |        |
| 83    | Sport Promotion         | Aubin Robert-Prince      |        |
| 888   | Graff Racing            | Fabrice Rosello          |        |
| FR2.0 |                         |                          |        |
| 9     | Sport Promotion         | David Boissenin          |        |
| 15    | CMR                     | Frey G.T                 |        |
| 19    | Rever Team              | Gilles Depierre          |        |
| 62    | Sport Promotion         | Christophe Hurni         |        |
| 125   | Franz Woess Racing GMBH | Robert Siska             |        |

## Classements Monoplace Single Seater

### Attribution des points
| Position               | 1er | 2e | 3e | 4e | 5e | 6e | 7e | 8e | 9e | 10e | 11e | 12e | 13e | 14e | 15e | 16e |
| Points en course       | 28  | 24 | 20 | 17 | 16 | 15 | 14 | 13 | 12 | 11  | 10  | 9   | 8   | 7   | 6   | 5   |
| Formule Open Navarra * | 56  | 48 | 40 | 34 | 32 | 30 | 28 | 26 | 24 | 22  | 20  | 18  | 16  | 14  | 12  | 10  |

*La manche de Navarra double les points 
| Pos. | Pilotes                  |      |      |      | *   | *    | *   |      |      |      |      |      |       |      |      |      |      |     |     | Points |
| F3R  | F3R                      | F3R  | F3R  | F3R  | F3R | F3R  | F3R | F3R  | F3R  | F3R  | F3R  | F3R  | F3R   | F3R  | F3R  | F3R  | F3R  | F3R | F3R | F3R    |
| ---- | ------------------------ | ---- | ---- | ---- | --- | ---- | --- | ---- | ---- | ---- | ---- | ---- | ----- | ---- | ---- | ---- | ---- | --- | --- | ------ |
| 1    | Nicolas Prost            | 28   | Abd. | 16   | 56  | 56   | 56  | 28   | 28   | 12   | 17   | 17   | 17    | 28   | 24   | 24   | 28   | 28  | 28  | 491    |
| 2    | Sacha Maguet             | 15   | 24   | 15   | 40  | 48   | 48  | 24   | 24   | 28   | 20   | 20   | 20    | 20   | 16   | 16   | 16   | 14  | 16  | 424    |
| 3    | Loris Kyburz             | 17   | 28   | 20   | 48  | 34   | 32  | 17   | 10   | 24   | 24   | 24   | 24    | 17   | 17   | 20   | 24   | 16  | 17  | 413    |
| 4    | Shannon Lugassy          | 24   | 15   | 28   | 26  | 40   | 20  | /    | /    | /    | 16   | 16   | 16    | 15   | 20   | 17   | 20   | 24  | 24  | 318    |
| 5    | David Kullmann           | 16   | 7    | 12   | 32  | Abd. | 40  | 16   | 20   | Abd. | 13   | 13   | 14    | 14   | Abd. | 15   | 15   | 17  | 14  | 258    |
| 6    | David Cristini           | 12   | 14   | 10   | 22  | 30   | 26  | 15   | 16   | 20   | 11   | Abd. | Abd.  | 11   | 14   | 12   | 14   | 11  | 3   | 241    |
| 7    | Alban Nerguti            | Abd. | 17   | 14   | 34  | 32   | 34  | 20   | 17   | 11   | 12   | 15   | Abd.  | /    | /    | /    | Abd. | 15  | 13  | 234    |
| 8    | Franck Seemann           | 14   | 16   | 13   | 30  | 26   | 30  | 11   | 12   | 17   | 8    | 10   | 12    | /    | /    | /    | Abd. | 6   | 11  | 216    |
| 9    | Walter Rykart            | 11   | 13   | 11   | 24  | 28   | 24  | 12   | 11   | 14   | Abd. | 9    | 9     | 12   | 10   | 11   | Abd. | 12  | 4   | 215    |
| 10   | Tasanapol Inthraphuvasak | /    | /    | /    | /   | /    | /   | /    | /    | /    | 28   | 28   | 28    | 24   | 28   | 28   | /    | /   | /   | 164    |
| 11   | David Delucinge          | 9    | 11   | 7    | 28  | Abd. | 28  | 10   | Abd. | Abd. | 9    | 11   | 13    | 8    | 6    | 7    | 4    | 7   | 8   | 166    |
| 12   | Masimo Bortolami         | 10   | 10   | Abd. | 20  | Abd. | 22  | 13   | 14   | 16   | 7    | 7    | 10    | /    | /    | /    | 8    | 5   | 10  | 152    |
| 13   | Frédéric Boillot         | 8    | 9    | 9    | /   | /    | /   | 14   | 13   | 15   | 10   | 8    | 11    | 10   | 9    | 9    | 10   | 10  | 2   | 146    |
| 14   | Dylan Young              | /    | /    | /    | /   | /    | /   | Abd. | 15   | 13   | 15   | 14   | 15    | Abd. | 11   | 13   | /    | /   | /   | 96     |
| 15   | Fabrice Rossello         | 13   | 20   | 24   | /   | /    | /   | /    | /    | /    | /    | /    | /     | /    | /    | /    | Abd. | 13  | 15  | 85     |
| 16   | Paul Trojani             | /    | /    | /    | /   | /    | /   | /    | /    | /    | /    | /    | /     | /    | /    | /    | 17   | 20  | 20  | 57     |
| 17   | Eric Trouillet           | 20   | 12   | 17   | /   | /    | /   | /    | /    | /    | /    | /    | /     | /    | /    | /    | /    | /   | /   | 49     |
| 18   | Aubin Robert-Prince      | 7    | 9    | 8    | /   | /    | /   | /    | /    | /    | /    | /    | /     | /    | /    | /    | 9    | 4   | 12  | 49     |
| 19   | Nicolas Pironneau        | /    | /    | /    | /   | /    | /   | /    | /    | /    | 14   | 12   | Forf. | /    | /    | /    | /    | /   | /   | 26     |
| 20   | Carmen Jordá             | /    | /    | /    | /   | /    | /   | /    | /    | /    | /    | /    | /     | Np.  | 7    | Abd. | 6    | 3   | Np. | 16     |

| Pos.  | Pilotes          |       |       |       | *     | *     | *     |       |       |       |       |       |       |       |       |       |       |       |       | Points |
| FR2.0 | FR2.0            | FR2.0 | FR2.0 | FR2.0 | FR2.0 | FR2.0 | FR2.0 | FR2.0 | FR2.0 | FR2.0 | FR2.0 | FR2.0 | FR2.0 | FR2.0 | FR2.0 | FR2.0 | FR2.0 | FR2.0 | FR2.0 | FR2.0  |
| ----- | ---------------- | ----- | ----- | ----- | ----- | ----- | ----- | ----- | ----- | ----- | ----- | ----- | ----- | ----- | ----- | ----- | ----- | ----- | ----- | ------ |
| 1     | Christophe Hurni | 28    | 28    | 28    | 56    | 48    | 56    | 28    | 28    | 28    | 24    | 28    | 28    | Abd.  | 28    | 28    | 28    | 28    | 17    | 537    |
| 2     | Frey G.T         | /     | /     | /     | 48    | 56    | 48    | 24    | 24    | 24    | 28    | 24    | 24    | 28    | 24    | 24    | 24    | 17    | 28    | 445    |
| 3     | Gilles Depierre  | 24    | 24    | 20    | /     | /     | /     | 20    | 20    | 20    | 20    | 20    | Abd.  | 24    | 20    | 20    | 20    | 20    | 20    | 292    |
| 4     | Robert Siska     | 20    | 20    | 17    | /     | /     | /     | /     | /     | /     | 17    | 17    | 20    | /     | /     | /     | /     | /     | /     | 111    |
| 5     | David Boissenin  | Abd.  | Abd.  | 24    | /     | /     | /     | /     | /     | /     | /     | /     | /     | /     | /     | /     | 17    | 24    | 24    | 89     |